# Romero Cabral da Costa
Romero Cabral da Costa (Recife, 11 de agosto de 1911 – Recife, 28 de dezembro de 1998) foi um advogado, empresário agroindustrial e político brasileiro.
Graduou-se bacharel em direito pela Faculdade de Direito da Universidade Federal de Pernambuco, em 1933, passando a advogar em Recife e posteriormente no Rio de Janeiro. Sua família era proprietária da Usina Pumaty, localizada no município de Palmares, a qual passou a administrar depois de deixar a advocacia. Consta que conseguiu transformá-la, juntamente com seus irmãos, em uma das maiores usinas da região, construindo também uma destilaria de grande porte.
Foi ministro da Agricultura no Governo Jânio Quadros, de 31 de janeiro a 25 de agosto de 1961. Com a renuncia de Jânio Quadros em agosto de 1961, abandonou a vida pública, passando a cuidar dos seus negócios particulares.